# رسته‌های ارتش جمهوری اسلامی ایران
رسته‌های ارتش جمهوری اسلامی ایران به هر یک از واحدهای تخصصی ارتش جمهوری اسلامی ایران گفته می‌شود که اعضای آن در یک زمینه خاص فعالیت می‌کنند. معمولاً نشانی بر روی یقه همه نظامی‌ها (کارکنان فرماندهی انتظامی، ارتش، سپاه) دوخته می‌شود که نشانگر رسته محل فعالیت آن فرد است.

## نشان‌های رسته‌های آجا
| نشان رسته | نام رسته        | نشان رسته | نام رسته       | نشان رسته | نام رسته          |
| --------- | --------------- | --------- | -------------- | --------- | ----------------- |
|           | فرماندهی و ستاد |           | پدافند هوایی   |           | عملیات هوایی      |
|           | پشتیبانی هوایی  |           | پیاده          |           | توپخانه           |
|           | زرهی            |           | الکترونیک      |           | عمران و استحکامات |
|           | اداری           |           | صنایع          |           | هنر               |
|           | اطلاعات         |           | عقیدتی سیاسی   |           | رایانه            |
|           | حقوق            |           | آماد           |           | تفنگداران دریایی  |
|           | مکانیک          |           | بهداشت و درمان |           | دژبان             |
|           | موزیک           |           | مهمات          |           | خدمات             |
|           | فرماندهی کشتی   |           | جنگ مدرن       |           | مخابرات و جنگال   |
|           | دارایی          |           | ترابری         |           |                   |